# Åke Green
Se även politikern Åke Green (född 1937).
Åke Ingemar Teodor Green, född 3 juni 1941 i Vingåker i Södermanlands län, är en svensk pingstpastor som fördömde homosexualitet i en predikan i juli 2003 och blev huvudperson i Åke Green-målet som avslutades 2005. Det handlade om att han åtalades för hets mot folkgrupp i Kalmar tingsrätt efter att lagen ändrats att även gälla homosexuella. Han fälldes, för att sedan frias av Göta Hovrätt och Högsta domstolen 2005 med hänvisning till yttrandefrihet och religionsfrihet.

## Biografi
Åke Green föddes i Vingåker 1941. Han verkade som pastor i Bodafors Filadelfia och kom som pingstpastor till Borgholm 2001. I en predikan som hölls i juni 2003 jämförde han homosexualitet med sexuella abnormiteter som varande en djup cancersvulst på människokroppen, vilket polisanmäldes.

### Åke Green-målet
Åke Green ville ha en debatt om att lagen om hets mot folkgrupp även kommit att omfatta homosexuella. Han höll en predikan i juni 2003 kallad Man och kvinna – Guds skapelseordning, där han bland annat talade om homosexualitet som en cancesvulst på samhällskroppen. Den polisanmäldes för hets mot folkgrupp och blev första målet att prövas i domstol efter att lagen ändrats. I rättsprocessen fälldes Åke Green först av Kalmar tingsrätt, men friades i Göta hovrätt och i Högsta domstolen.

### Efter rättsprocesserna
Rättsprocesserna gav Åke Green både nationell och internationell uppmärksamhet. Han utsågs 2005 till Sveriges 19:e viktigaste opinionsbildare i en lista i tidskriften DSM. Han blev inbjuden till Kalifornien för att försvara Proposition 8, ett förslag att reservera äktenskapet för heterosexuella par som de hade folkomröstaning om 2008. Han deltog i flera möten, konferenser och intervjuades av nationella TV-kanalen ABC.
Åke Green uteslöts den 30 januari 2008 ur nykterhetsorganisationen IOGT-NTO vars ledning motiverade beslutet med att Greens uttalanden stod i strid med organisationens stadgar. Green har istället blivit medlem av den kristna nykterhetsorganisationen Sveriges Blåbandsförbund. och talade på Folknykterhetens dag 2008 i Brålanda i Dalsland.
I mitten av december 2008 var Green vid prästseminariet i Addis Abeba, inom den lutherska Mekane Yesus-kyrkan i Etiopien, i fem dagar och föreläste. Green talade där bland annat "om riskerna med gaylobbyns framfart" och "vikten av att vara observant mot dess framfart i Etiopien".
I Elisabeth Ohlson Wallins fotoutställning "In hate we trust" visas hur en predikant med tydliga drag av Åke Green står i en kyrka där hälften av åhörarna gör hitlerhälsning. I en debatt i Alingsås konsthall i januari 2009 ansåg tidningen Dagens chefredaktör Elisabeth Sandlund att fotoutställningen jagar upp fientliga känslor mot kyrkan medan K G Hammar såg en poäng i kopplingen mellan Green och nazismen.
Hösten 2023 lämnade Green, David Nilsson och ytterligare några medlemmar Filadelfia Högsby, gick samman med församlingen Korsets väg i närbelägna Ruda och grundade församlingen Internationella Filadelfia Ruda som registrerade sig som trossamfund och köpte Svenska Kyrkans församlingshem på orten. Men redan året därpå blossade motsättningar upp i församlingen. David Nilsson, tidigare pastor i Högsby och nu i Ruda, bytte lås på gudstjänstlokalens ytterdörr och stängde av både el och vatten till lokalen sedan Åke Green med flera uteslutit David Nilsson från församlingen och bytt namn på den till Nya Elimförsamlingen Ruda.